# David Lopez (écrivain)
Pour les articles homonymes, voir David Lopez et Lopez.
David Lopez est un écrivain français né en 1985 à Nemours.

## Biographie
Son premier roman, Fief, a été publié en 2017 aux éditions du Seuil. Pour cet ouvrage, il a remporté le prix du Livre Inter en 2018. Plus jeune écrivain présenté cette année, il a remporté la compétition après quatre heures de délibérations et deux tours de scrutin.
David Lopez a débuté l'écriture de Fief en 2013, en suivant le Master « création littéraire » de l’université Vincennes-Seine-Saint-Denis–Paris-VIII. Fief évoque la jeunesse, la langue que parlent les jeunes, la banlieue. Le personnage principal s'appelle Jonas. L'ouvrage parle de lui, de sa bande de potes, de son territoire entre ville et campagne, en zone « périurbaine ». L'auteur explique dans un portrait publié par Télérama que ce qu'il cherche dans Fief, c'est écrire « ce qu’on fait quand on ne fait rien ».
David Lopez a pratiqué la boxe, le rap et réside à Nemours.

## Œuvres
- Fief, Paris, Éditions du Seuil, coll. « Cadre rouge », 2017, 251 p.  (ISBN 978-2-02-136215-2)
- Vivance, Paris, Éditions du Seuil, coll. « Cadre rouge », 2022, 336 p.  (ISBN 978-2-02-151379-0)